# Junkers Ju 352
Junkers Ju 352 Herkules là một loại máy bay vận tải của Đức trong Chiến tranh thế giới II, được phát triển từ loại Junkers Ju 252.

## Quốc gia sử dụng
Tiệp Khắc
- Không quân Tiệp Khắc (sau chiến tranh)

 Germany
- Luftwaffe

## Tính năng kỹ chiến thuật (Ju 352A)
Dữ liệu lấy từ 
Đặc điểm tổng quát
- Kíp lái: 3-4
- Chiều dài: 24,60 m (80 ft 8½ in)
- Sải cánh: 34,20 m (112 ft 2¾ in)
- Chiều cao: 5,74 m (18 ft 10¼ in)
- Diện tích cánh: 128,20 m² (1.379,90 ft²)
- Trọng lượng rỗng: 12.500 kg (27.561 lb)
- Trọng lượng cất cánh tối đa: 19.600 kg (43.216 lb)
- Động cơ: 3 × BMW Bramo 323 R-2 Fafnir, 735,5 kW, (986 hp,)1.000 PS 883 kW (1,200 PS, 1,184 hp) với MW-50 mỗi chiếc

 Hiệu suất bay 
- Vận tốc cực đại: 370 km/h (230 mph) trên độ cao 5.050 m (16.565 ft)
- Vận tốc hành trình: 241 km/h (150 mph)
- Tầm bay: 1.800 km (1.120 dặm)
- Trần bay: 6.000 m (19.685 ft)

Trang bị vũ khí

- Súng: ** 1 x pháo MG 151
  - 2 x súng máy MG 131